# Xian de Pingyu
Le xian de Pingyu (平舆县 ; pinyin : Píngyú Xiàn) est un district administratif de la province du Henan en Chine. Il est placé sous la juridiction de la ville-préfecture de Zhumadian.

## Démographie
La population du district était de 921 326 habitants en 1999.